# Lygropia
Lygropia és un gènere d'arnes de la família Crambidae.

## Taxonomia
- Lygropia acastalis (Walker, 1859)
- Lygropia acosmialis (Mabille, 1879)
- Lygropia aureomarginalis (Gaede, 1916)
- Lygropia amplificata (Warren, 1896)
- Lygropia anaemicalis Hampson, 1912
- Lygropia arenacea Hampson, 1899
- Lygropia atrinervalis Hampson, 1910
- Lygropia bicincta Hampson, 1912
- Lygropia bilinealis (Walker, 1866)
- Lygropia cernalis (Guenée, 1854)
- Lygropia chrysozonalis Hampson, 1912
- Lygropia cosmia
- Lygropia disarche
- Lygropia distorta (Moore, 1885)
- Lygropia egerialis (Snellen, 1899)
- Lygropia erythrobathrum
- Lygropia euryclealis (Walker, 1859)
- Lygropia falsalis Dyar, 1918
- Lygropia flavicaput (Warren, 1896)
- Lygropia flavinotalis Hampson, 1912
- Lygropia flavivialis Hampson, 1912
- Lygropia flavofuscalis (Snellen, 1887)
- Lygropia glaphyra
- Lygropia haroldi
- Lygropia holoxanthalis Holland, 1900
- Lygropia hyalostictalis Hampson, 1912
- Lygropia hypoleucalis Hampson, 1912
- Lygropia imparalis
- Lygropia joasharia Schaus, 1940
- Lygropia joelalis Schaus, 1940
- Lygropia leucocepsalis Hampson, 1912
- Lygropia leucophanalis Mabille, 1900
- Lygropia leucostolalis Hampson, 1918
- Lygropia melanoperalis Hampson, 1912
- Lygropia murinalis Schaus, 1912
- Lygropia nigricornis Hampson, 1898
- Lygropia ochracealis (Saalmüller, 1880)
- Lygropia ochrotalis Hampson, 1912
- Lygropia octonalis (Zeller, 1873)
- Lygropia phaeocraspia Hampson, 1912
- Lygropia phaeoneuralis Hampson, 1912
- Lygropia plumbicostalis (Grote, 1871)
- Lygropia pogonodes Hampson, 1912
- Lygropia poltisalis (Walker, 1859)
- Lygropia polytesalis (Walker, 1859)
- Lygropia rheumatica Meyrick, 1936
- Lygropia rivulalis Hampson, 1899
- Lygropia rotundalis (C. Felder, R. Felder & Rogenhofer, 1875)
- Lygropia shevaroyalis Hampson 1908
- Lygropia silacealis (Amsel, 1956)
- Lygropia straminea Hampson, 1912
- Lygropia sumatralis Swinhoe, 1916
- Lygropia szentivanyi (Munroe, 1968)
- Lygropia tetraspilalis Hampson, 1912
- Lygropia tripunctata (Fabricius, 1794)
- Lygropia unicoloralis (Guenée, 1854)
- Lygropia vinanyalis Viette, 1958
- Lygropia xanthozonalis (Hampson, 1895)
- Lygropia yerburii (Butler, 1886)

## Espècies antigues
- Lygropia antithetis Meyrick, 1937
- Lygropia anthracopis Meyrick, 1934
- Lygropia fusalis Hampson, 1904
- Lygropia memmialis (Walker, 1859)
- Lygropia schematospila Meyrick, 1937
- Lygropia viettalis (Marion, 1956)